# Monika Gregorčič
Monika Gregorčič, slovenska ekonomistka in političarka, * 5. marec 1969. 
Je nekdanja poslanka stranke SMC, kasneje Konkretno, v Državnem zboru Republike Slovenije. Na državnozborskih volitvah 2022 je kandidirala na listi gibanja Povežimo Slovenijo, ki se mu je stranka Konkretno skupaj s še štirimi strankami priključila pred volitvami. Januarja 2025 je postala predsednica Krščanskega foruma SDS.
Poučuje ekonomijo na srednjih šolah.